# Castillo de la Estrella (Teba)
El castillo de la Estrella, también llamado castillo de Teba, es un castillo situado en la localidad malagueña de Teba, España. Fue declarado Monumento Nacional de Interés Histórico y Artístico en el año 1931 y en el 1949, Bien de Interés Cultural (BIC). Cuenta con la protección de la Declaración genérica del Decreto de 22 de abril de 1949, y la Ley 16/1985 sobre el Patrimonio Histórico Español. En 2020 fue el primer monumento malagueño en formar parte de la Red de Grandes Castillos y Palacios Turísticos de España.

## Descripción
Es el más grande de toda la provincia de Málaga, ocupando una superficie de 25.000 m², con dos recintos amurallados. Su muralla es barbacana al noreste y se compone de 16 torres cuadradas, una circular y otra octogonal y albarrana, y tres puertas de acceso. Tuvo al menos 7 aljibes conocidos y un gran alcázar.
El espacio entre murallas fue el origen de la población de Teba, pues se erigió para la defensa de la numerosa población dispersa por los ríos de Guadalteba y de la Venta, llena de numerosas alquerías. Desde su ubicación, a unos 600 metros de altitud, domina toda la llanura de Antequera y la entrada a la Serranía de Ronda.
Su cronología se remonta al período almohade de al-Ándalus (siglos XII y XIII), aunque su Torre del Homenaje y los restos de su primitiva iglesia son de época cristiana. Esta última fue restaurada y dentro se puede visitar el centro de interpretación "Una Cruzada en el Guadalteba", donde se trata uno de los episodios más relevantes acaecidos en este lugar: la batalla de Teba, que tuvo lugar en el año 1330, una ofensiva cristiana contra los castillos de la frontera del reino Nazarí de Granada (Cañete, Teba, Ardales y Turón). En esta batalla, el ejército de Alfonso XI contó con la ayuda de unos caballeros escoceses, en concreto de Sir James Douglas, encargado por el rey Roberto I de Escocia (antes de su muerte) de llevar su corazón embalsamado a Tierra Santa. Durante la batalla, tanto sir Douglas como la gran mayoría de sus hombres, fueron cercados y muertos por el ejército del general Ozmín, lo que supuso un gran contraataque de los cristianos que finalmente lograron hacerse con el castillo. 
En el siglo XV pasó a ser propiedad de Juan Ramírez de Guzmán (hijo del Comendador mayor de la Orden de Calatrava), que compró la vila entre 1458 y 1460. Bajo su señorío se consolida el estado señorial de Teba, que englobará las pueblas de Almargen, Peñarrubia y Campillos. A su muerte, accede al señorío su hijo, don Diego Ramírez de Guzmán, quien mediante Real Cédula de Carlos V, dada en octubre de 1522, obtuvo el título de Conde de Teba.

## Historia
En el enclave del castillo de Teba se pueden hallar vestigios neolíticos de un primer poblamiento. La fundación del castillo puede remontarse al periodo en el que los griegos focenses levantaron Ategua o Attega (Teba la Vieja), según indica el historiador Henriquez de Jorquera, al referirse a estos griegos tebanos que habitaron sobre el año 2240 a. C. Sus orígenes fueron fruto de las luchas tenaces entre Cartago y Roma, llamándose en esas fechas Ostipo, según señala Fernández Guerra, como aparece citada en el Itinerario de Antonino. El propio Julio César refiere su rendición. Trasladada a su actual emplazamiento los árabes la llamaron Ostibba y Ostebba, de donde derivó el nombre. Fue gran fortaleza cuando Omar ben Hafsún levanta su rebelión desde Bobastro, formando la segunda línea defensiva junto a Cañete, Casarabonela y Tolox. En 1328 Alfonso XI conquistó el castillo, cediéndolo a la Orden de Santiago, quedando como plaza de defensa en el plan de conquista, haciendo frente, entre otros, al ataque nazarí de 1407. Al avanzar la línea fronteriza, Teba dejó de ser frontera, volviendo a ser de gran utilidad su fortaleza en 1485, cuando los Reyes Católicos conquistaron Ronda.
El castillo perteneció a los Guzmanes y Portocarreros, desde la segunda reconquista por parte de Juan Ramírez de Guzmán, en el reinado de Enrique III el Doliente. Después pertenece a los descendientes de Eugenia de Montijo, ya que desde Felipe III los condes de Teba fueron también de Montijo. Tras el decreto de las Cortes de Cádiz en el que se abolían los privilegios exclusivos y se incorporaban a la nación los señoríos jurisdiccionales, sus nobles propietarios trasladaron su residencia a la corte, dando lugar al comienzo de un largo periodo de pillaje, en el que se llegó a desmantelar hasta los mampuestos de la torre del homenaje, socavando sus cimientos. La situación de abandono se acentuó en nuestros días aún más. En 1949, Juan Temboury realizó un pequeño informe del mismo documentado con un croquis de su planta, en la que se observa una torre más que las que presenta en la actualidad.